# Neboj, jsem v pořádku
Neboj, jsem v pořádku (v originále Je vais bien, ne t'en fais pas) je francouzský hraný film z roku 2006, který režíroval Philippe Lioret podle stejnojmenného románu Oliviera Adama z roku 2000. Snímek měl světovou premiéru 31. července 2006.

## Děj
19letá Élise strávila dovolenou ve Španělsku a vrací se k rodičům. Tam se dozví, že její bratr-dvojče, Loïc, zmizel po hádce s otcem. Élise má o bratra starosti, postupně přestane jíst a upadne do anorexie. Je hospitalizována v nemocnici, kde se její stav i přes neustálou péči, zhoršuje. Otec je zoufalý ze stavu svého dítěte a donutí ošetřujícího lékaře, aby jí dal dopis napsaný Loïcem. Dopis má uklidnit jeho sestru. Élise se opravdu zotaví a po propuštění z nemocnice ho jde hledat. Následují další dopisy z různých míst ve Francii, ve kterých Loïc nadále zdraví svou matku a sestru a stále násilně útočí na svého otce a vyčítá mu průměrnost jeho života. Élise začne chodit s Thomasem. Na dovolené s Thomasem zjistí, že právě její otec jezdí do různých měst ve Francii a posílá jí dopisy jménem bratra.

## Obsazení
| Mélanie Laurentová       | Élise Tellier               |
| Kad Merad                | Paul Tellier                |
| Isabelle Renauld         | Isabelle Tellier            |
| Julien Boisselier        | Thomas                      |
| Aïssa Maïga              | Léa                         |
| Simon Buret              | kamarád Loïca               |
| Christophe Rossignon     | učitel kreslení             |
| Éric Herson-Macarel      | učitel                      |
| Emmanuel Courcol         | lékař ve Vigneux            |
| Martine Chevallier       | zdravotní sestra            |
| Jean-Yves Gautier        | primář                      |
| Nathalie Besançon        | zdravotní sestra            |
| Thibault de Montalembert | psychiatr                   |
| Yoann Denaive            | Thomasův bratr              |
| Charlotte Clamens        | Thomasova matka             |
| Laurent Claret           | Thomasův otec               |
| Stéphanie Pasterkamp     | dívka na párty              |
| Nicolas Bridet           | muž na balkóně              |
| Thierry Nenez            | recepční hotelu Monopole    |
| Blandine Pélissier       | recepční hotelu Saint-André |
| Alain Cauchi             | vedoucí supermarketu        |
| Flore Vannier-Moreau     | pokladní v supermarketu     |
| Pierre Guimard           | zpěvák v Saint-Aubin        |
| Mickaël Trodoux          | Loïc                        |
| Pierre-Benoist Varoclier | řidič Eurolines             |

## Ocenění
- César: nejlepší herec ve vedlejší roli (Kad Merad) a nejslibnější herečka (Mélanie Laurent)
- Cena Lumière: nejslibnější herec (Julien Boisselier), nejslibnější herečka (Mélanie Laurent)
- Étoile d'or du cinéma français: nejslibnější herečka (Mélanie Laurent), nejlepší scénář (Philippe Lioret a Olivier Adam)